# Böðvar Víkingr-Kárason
Böðvar Víkingr-Kárason (n. 897) fue un caudillo vikingo, hersir de Voss, Noruega, era hijo del lendmann Viking-Kåre. Fue uno de los vikingos descontentos con la política feudal de Harald I de Noruega que optaron por la diáspora en Islandia; su hija Ólöf Böðvarsdóttir (n. 920), casó con Teitur Ketilbjörnsson (n. 895), hijo de Ketilbjörn Ketilsson, y fruto de esa relación nació Gizur el Blanco, uno de los responsables de la cristianización de Islandia.